# Tovomitopsis
Tovomitopsis, biljni rod iz porodice kluzijevki. Postoje dvije priznate vrste grmova i drveća iz Južne i jugoistočne Južne Amerike

## Vrste
1. Tovomitopsis paniculata (Spreng.) Planch. & Triana
2. Tovomitopsis saldanhae Engl.

## Sinonimi
- Bertolonia Spreng.